# Cystostomie
Een cystostomie is een kunstmatig gecreëerde verbinding van de blaas naar de buikwand. Deze wordt meestal aangelegd als plassen langs de natuurlijke weg niet meer mogelijk is.

## Indicaties
- Blaaskanker
- Trauma/letsel aan de blaas

## Mogelijkheden
Er zijn twee mogelijkheden na het verwijderen van de blaas om de urine op te vangen:
- Het aanleggen van een suprapubisch katheter, een katheter die vanuit de kunstmatige blaas door de buikwand heen gaat.
- Het aanleggen van een urostoma. Hier wordt een stukje dikke darm verwijderd die een verbinding tussen de kunstmatige blaas en de buikwand maakt. De urine wordt dan opgevangen in een opvangzakje.